# Jakub Bednaruk
Jakub Bednaruk (ur. 9 września 1976 w Bielsku-Białej) – polski siatkarz, grający na pozycji rozgrywającego. 

## Kariera siatkarska
Jego ojciec Stefan był dyrektorem kobiecego klubu BKS Stal Bielsko-Biała, a matka  zawodniczką bielskiej drużyny.
Wychowanek Włókniarza Bielsko-Biała. W Ekstraklasie zadebiutował w wieku 18 lat. W latach 1996–1997 grał w najwyższej klasie ligowej z Czarnymi Radom. W radomskim klubie rywalizował z Pawłem Zagumnym, którego był zazwyczaj zmiennikiem. Po odejściu Zagumnego z Czarnych Radom pełnił rolę pierwszego rozgrywającego i kapitana drużyny. W następnych sezonach rozgrywał w Górniku Radlin i Legii Warszawa, po czym ponownie został zawodnikiem Wojskowych m.in. w sezonie, gdy klub wywalczył Puchar Polski i reprezentował swój kraj w rozgrywkach europejskiego Pucharu Zdobywców Pucharu.
W Polskiej Lidze Siatkówki reprezentował kolejno: Skrę Bełchatów, BBTS Bielsko-Biała, AZS Politechnika Warszawska, Jastrzębski Węgiel. W latach 2007–2008 był zawodnikiem Itas Diatec Trentino, z którym wywalczył mistrzostwo Włoch. W sezonie 2008/2009 występował w barwach beniaminka PlusLigi, Trefla Gdańsk i spadł z nim do I ligi.
W trakcie sezonu 2009/2010 (23 października), po raz drugi powrócił do drużyny Czarnych Radom, ale grającej już w II lidze, grupie III. Dzień później zadebiutował w wygranym meczu z AZS UW Warszawa.
Od 2010 r. asystent trenera w AZS-ie Politechnice Warszawskiej. Od 2012 r. I trener tej drużyny. Zajmował z nią kolejno: 6., 6., 8. miejsca w PlusLidze.
W kwietniu 2015 roku został trenerem reprezentacji Polski juniorów. Funkcję tę sprawował równocześnie z prowadzeniem AZS PW. Kierowaną przez niego drużynę nazywano wówczas "Wilkami Bednaruka". 
W kwietniu 2017 r. został trenerem Chemika Bydgoszcz (w latach 2015-2018 klub nazywał się Łuczniczka Bydgoszcz), który prowadził przez 2 sezony. W marcu 2019 Chemik Bydgoszcz poinformował o zakończeniu współpracy z Bednarukiem, natomiast w kwietniu 2019 r. został on trenerem MKS-u Będzin.
W lipcu 2019 został powołany przez Vital Heynena, głównego trenera reprezentacji Polski w piłce siatkowej mężczyzn, na asystenta trenera na turniej finałowy Ligi Narodów 2019. 14 lipca w meczu Polska - Brazylia, Bednaruk w zastępstwie głównego trenera poprowadził zespół do brązowego medalu Ligi Narodów.  
Po sezonie 2021/22 przestał pełnić funkcję trenera i rozpoczął pracę jako telewizyjny ekspert i komentator w Polsacie Sport. 

## Jako zawodnik

### Sukcesy klubowe
Liga polska:
- 2006, 2007
- 2002

Liga włoska:
- 2008

## Jako trener

### Sukcesy klubowe
Puchar Challenge:
- 2012